# Скриточуб рудоголовий
Скриточуб рудоголовий (Tickellia hodgsoni) — вид горобцеподібних птахів родини Cettiidae.

## Назва
Рід Tickellia названий на честь британського офіцера та орнітолога Семюела Тікелла (1811—1875). Видова назва hodgsoni вшановує британського дослідника Непалу і натураліста Браяна Годжсона (1800—1894).

## Поширення
Вид поширений в Непалі, Бутану, північно-західній Індії, південному Китаї, Лаосі, М'янмі та В'єтнамі. Ареал виду розділений на дві частини: західна — схід Гімалаїв та Араканські гори; східна — Аннамські гори. Його природними середовищами існування є субтропічний або тропічний вологий низинний ліс та субтропічний або тропічний вологий гірський ліс.

## Спосіб життя
Полює на дрібних комах у підліску і на землі.

## Підвиди
- T. h. hodgsoni (F. Moore, 1854) — від східного Непалу через південний Китай до західної М'янми;
- T. h. tonkinensis (Ogilvie-Grant, 1907) — південь Китаю, північний схід Лаосу, Північний Захід В'єтнаму.